# Luciano Roman
Luciano Roman (Milano, 29 settembre 1965) è un attore e regista teatrale italiano.

## Biografia
Ha svolto la professione di attore con registi teatrali italiani tra i quali Giorgio Strehler, Luca Ronconi, Luigi Squarzina, Massimo Castri, Egisto Marcucci. Nel 1990, a Montegrotto Terme, riceve il Premio Hystrio alla Vocazione. Ha recitato, tra gli altri spettacoli, ne Le baruffe chiozzotte di Goldoni per la regia di Strehler del 1992, Amoretto di Arthur Schnitzler per la regia di Massimo Castri, Il candelaio di Giordano Bruno, regia di Luca Ronconi, Il bugiardo di Goldoni, regia di Giulio Bosetti. In televisione ha partecipato ai telefilm prodotti da Alessandra Valeri Manera che hanno come protagonista Cristina D'Avena, in cui ha ricoperto il ruolo di Michele. È stato il testimonial pubblicitario in spot per Tè Infré, nel ruolo di un direttore d'orchestra, dove compariva ripetutamente pronunciando la frase "è buono qui, è buono qui". Partecipa alla soap opera Vivere come protagonista, dal settembre 2007 a maggio 2008, nel ruolo dell'architetto Lorenzo Ponti. A partire dal 13 settembre 2013 entra come protagonista nella soap opera Cento Vetrine, dove interpreta il ruolo di Leonardo Brera.

## Filmografia
- Arriva Cristina – serie TV (1988)
- Cristina – serie TV (1989)
- Cri Cri – serie TV (1990)
- Storia di un ufficiale di carriera (1995)
- I Cesaroni – serie TV, episodio 1x23 (2006)
- Vivere – serie TV (2007-2008)
- CentoVetrine – serial TV (2013-2016)
- Casa Flora – serie TV (2017)[1]

## Teatro
- Così è (se vi pare), di Luigi Pirandello, regia di Giulio Bosetti (2004) - produzione televisiva Compagnia del teatro Carcano-Teatro Quirino Roma
- Un curioso accidente, di Carlo Goldoni, regia di Rimas Tuminas (2023)

## Pubblicità
- 1990: Clearasil Ultra
- 1991: Campagna AIDS promossa dal ministero della sanità
- 1997: Chicco
- 1999/2007: Tè Infré
- 2003: Caffè Illy